# Gamchemba
Gamchemba es una localidad caboverdiana del municipio de Santa Catarina.

## Geografía
La localidad está situada en la isla de Santiago.

## Organización territorial
La localidad abarca los lugares y barrios de:
- Chão Grande
- Cruz
- Gamchemba
- Manipo